# バスカード (青森市営バス)
バスカードは、青森市営バス路線で使用できる磁気式乗車カードである。1992年（平成4年）11月10日に紙の回数券に替わるものとして導入された。青森県内初のバスカードシステムである。
- 2022年(令和4年)3月4日で、「各種バスカード」や「フリールートバスカード(土日祝日用)」の販売を終了(校外学習用フリールート券を除く)[4]。

## 種類
以下の券種がある。
- 普通カード - 誰でも常時利用可能。発売額1000円で利用額1100円の「普通バスカード1,100」、発売額3000円で利用額3360円の「普通バスカード3,360」、発売額5000円で利用額5850円の「普通バスカード5,850」の3種類。
- 通学カード - 学生・生徒用。発売額1000円で利用額1300円の「通学バスカード1,300」、発売額3000円で利用額4000円の「通学バスカード4,000」、発売額5000円で利用額6800円の「通学バスカード6,800」の3種類。
- お買物カード - 青森市内で10時から16時の間に乗車する場合に利用可能。発売額1000円で利用額1300円（買物バスカード1,300）。
- フリールートカード - 青森市内全区間を自由に乗降できる一日乗車カード。土[5]日祝日のみ利用可。乗車して最初にカードリーダーに通すことにより、利用日をカード内に記録する方式。青森市市民バスでも利用可能。大人500円、小人250円。
- 贈答用カード - 発売額1000円で利用額1100円。
- 校外学習用フリールート券 - 中学校・高校の校外学習での利用を目的とした一日乗車券であり、個人には発売せず、学校単位で営業所に事前申込した場合のみ発売する。平日のみ利用可。青森市市民バスでも利用可能。大人700円、小人350円。

導入当初は普通バスカードをバスカード・ベルデ、通学バスカードをバスカード・トゥインクル、買物バスカードをバスカード・グッディ、フリールートカードをバスカード・ワンディと称していた。
2022年（令和4年）3月5日から、青森地域連携ICカード「AOPASS」導入開始により、前日の4日をもって、校外学習用フリールート券を除くバスカードの発売を終了した（手持ちのバスカードは引き続き使用可能）。

## 販売箇所
- 青森市営バス車内
- 青森市営バス営業所・案内所・定期券発売所（青森駅前発売所、東部営業所、西部営業所定期券窓口、NTT青森支店前発売所）
  - 2021年（令和3年）1月12日 から、先述の窓口でのフリールートカード購入時に、キャッシュレス決済（クレジットカード・交通系ICカード・QRコード決済）が利用可能となった[6]。ただし、バスカードと車内でフリールートカードを購入する場合はキャッシュレス決済はできず、現金での取り扱いのみとなる。
- 青森市内郵便局貯金窓口（一部局を除く、浪岡地区郵便局での取り扱いはない）
- バスカード委託販売所（ダイヤ改正時に配布される冊子型時刻表に記載）
  - 浪岡地区では「浪岡専門店会」（最寄りバス停は「（浪岡）下町」）以外では、郵便局やコンビニエンスストアでの取扱箇所はない[7]

## 利用終了へ
2026年3月31日をもって使用終了し、2036年3月31日をもって払戻終了とすることが発表された。なお、紙式の回数券と乗車券についても、同様のスケジュールで使用と払戻を終了する。